# Andy Goram
Andrew Lewis Goram (Bury, 13 d'abril de 1964 - ?, 2 d'abril de 2022) fou un futbolista escocès de la dècada de 1990, nascut a Anglaterra.
Pel que fa a clubs, defensà els colors de l'Oldham Athletic, Hibernian FC, i Rangers FC com a principals clubs.
Fou 43 cops internacional amb la selecció d'Escòcia amb la qual participà en la Copa del Món de futbol de 1986 i a la Copa del Món de futbol de 1990.
També representà la selecció d'Escòcia de criquet.

## Palmarès
Rangers
- Lliga escocesa de futbol (5): 1991-92, 1992-93, 1994-95, 1995-96, 1996-97
- Copa escocesa de futbol (3): 1991-92, 1992-93, 1995-96
- Copa de la Lliga escocesa de futbol (2): 1992-93,[13] 1996-97[14]

Queen of the South
- Scottish Challenge Cup (1): 2002-03